# Tachysphex pechumani
Tachysphex pechumani là một loài ong thuộc họ Crabronidae. Đây là loài đặc hữu của Hoa Kỳ.